# Focómetro
Focómetro (português europeu) ou focômetro (português brasileiro), é um aparelho utilizado na área da óptica, com o objectivo de marcar as lentes no respectivo eixo e verificar a correcção da graduação.